# La veritat oculta
La veritat oculta (títol original en anglès, The Whistleblower) és un thriller dramàtic de 2010 dirigit per Larysa Kondracki i basat en fets reals que tingueren lloc després de la Guerra de Bòsnia de 1995. La història se centra en la vertadera experiència de Kathryn Bolkovac, una agent de policia de Nebraska, que va descobrir una xarxa de tràfic sexual a Bòsnia que implicava a treballadors de les Nacions Unides. Davant la impossibilitat de fer justícia, va portar el cas a la BBC de Londres per fer-ho públic.
La cinta és protagonitzada per Rachel Weisz, Vanessa Redgrave i Monica Bellucci i es va estrenar el 13 de setembre del 2010 al Festival Internacional de Cinema de Toronto.

## Argument
1999: Kathryn Bolkovac (Rachel Weisz) és una agent de policia de Lincoln (Nebraska) que accepta treballar per l'empresa britànica Democra Security (en realitat, DynCorp International) per anar com a observadora de la Policia Internacional de les Nacions Unides a Bòsnia. Després d'haver ajudat a una dona musulmana víctima de violència domèstica, Kathryn és traslladada al Departament d'Assumptes de Gènere. Des d'allà però, descobreix una xarxa de prostitució que implica alguns cascos blaus i busca la manera de destapar tot l'escàndol.

## Repartiment
- Rachel Weisz: Kathryn Bolkovac
- David Strathairn: Peter Ward
- Nikolaj Lie Kaas: Jan
- Anna Anissimova: Zoe
- Monica Bellucci: Laura Leviani
- Vanessa Redgrave: Madeleine Rees
- Benedict Cumberbatch: Nick Kaufman
- Roxana Condurache: Raya Kochan
- Paula Schramm: Luba
- Rayisa Kondracki: Irka
- Liam Cunningham: Bill Haynes
- Demetri Goritsas: Kyle
- David Hewlett: Fred Murray
- William Hope: John Blakely
- Stuart Graham: McVeigh

## Producció

### Guió
Hi havia tanta gent en la mateixa situació que ella. Veien el que passava i no reaccionaven de la manera que ella va fer. 
La veritat oculta és una pel·lícula basada en l'experiència de Kathryn Bolkovac, una agent de policia dels Estats Units que el 1999 va anar a Bòsnia per ajudar en el restabliment de la pau sota el mandat de les Nacions Unides. Mentre estava allà, va descobrir una xarxa il·legal de tràfic de dones que servia a (i era protegit per) els observadors de les Nacions Unides. Bolkovac va ser acomiadada després d'investigar els fets encara que, més tard, un tribunal va considerar l'acomiadament improcedent.

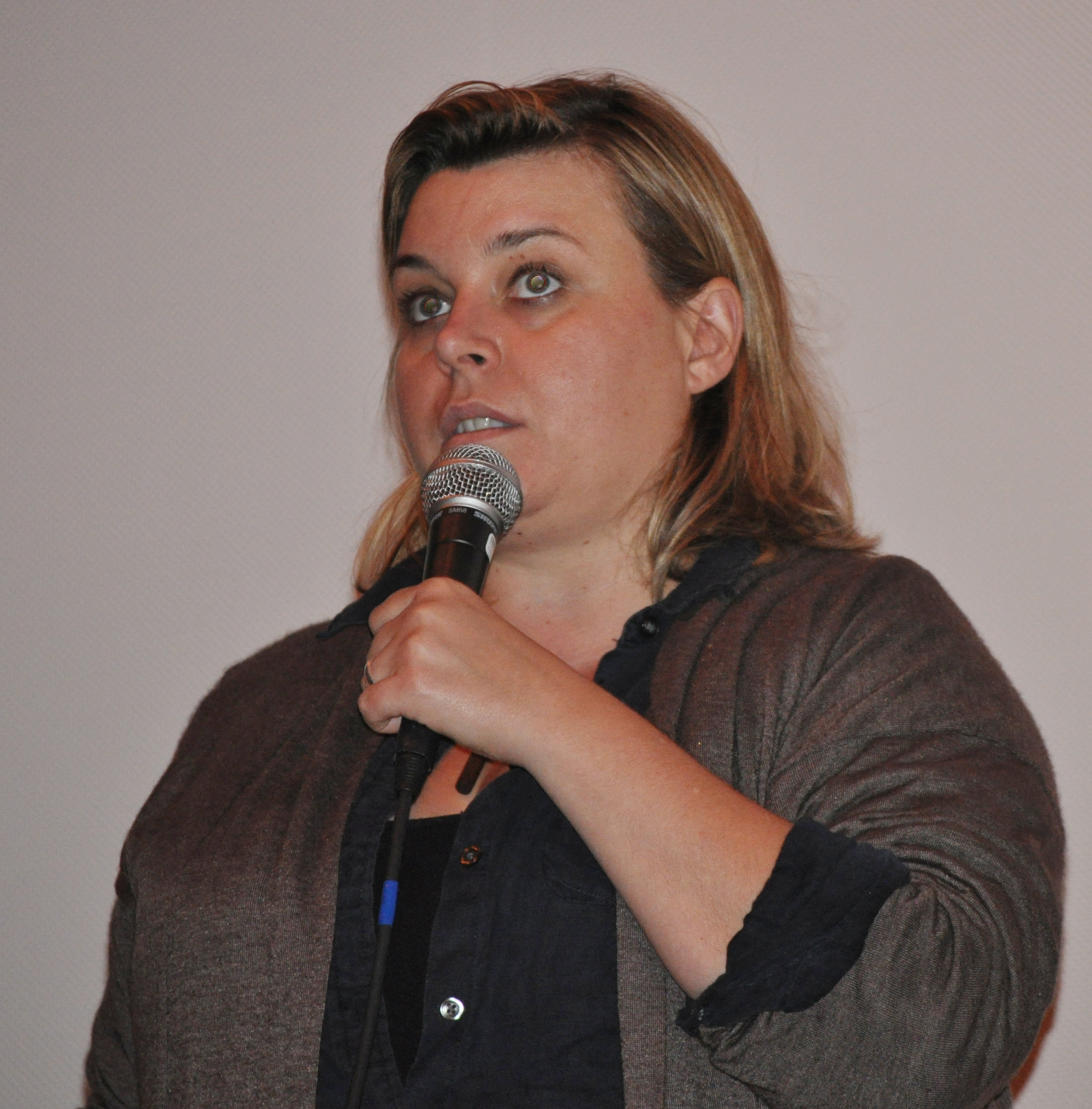
Larysa Kondracki va decidir rodar The Whistleblower després de sentir com Bolkovac parlava del tràfic de persones que hi havia a Bòsnia.

La director Larysa Kondracki i la guionista Eilis Kirwan van conèixer la història de Kathryn mentre assistien a la Universitat de Colúmbia, vuit anys abans que es produís la pel·lícula. Kondracki, després, va dedicar bastant de temps a la recerca sobre el tràfic de persones i, en concret, el tràfic de dones. Quan Bolkovac li va vendre els drets cinematogràfics del seu cas per $100 va decidir fer-ne una adaptació cinematogràfica. Tanmateix va dir: "M'agraden els documentals però ni tan sols sabria com fer-ne un." El finançament del projecte, al principi, no estava assegurat, encara que la situació va millorar quan Rachel Weisz va acceptar interpretar a la protagonista. "Era jove i naïf," va comentar Kondracki sobre els seus primers intents d'aconseguir finançament. "Vaig pensar: 'Per descomptat que faran la meva pel·lícula. És fantàstica!'"
La veritat oculta es descriu com una "presentació dramàtica ficcionalitzada" d'un escàndol de finals dels anys 90. Els productors van voler basar la cinta més en l'experiència real de Kathryn Bolkovac que en els seus records. Vanessa Redgrave va interpretar a Madeleine Rees, una defensora dels drets humans de les Nacions Unides ("un dels pocs personatges heroics de la pel·lícula") que ajuda a Bolkovac a fer pública la investigació. Raya (Roxana Condurache) i Luba (Paula Schramm), dos dones ucraïneses que són enganyades i enviades a Bòsnia, són la imatge més genuïna de la realitat de les víctimes de tràfic sexual que Bolkovac va trobar allà. No representen cap persona real; només són una part de les noies joves que van ser obligades a treballar a bordells bosnis. La germana petita de Kondracki, Rayisa, també va participar en la cinta com una víctima més. Per raons legals l'empresa que es va veure involucrada en tot l'afer amb empleats que havien participat activament en el tràfic de dones, DynCorp International, a la pel·lícula rep l'àlies "Democra Security"
Encara que els productors van voler basar tota la pel·lícula en fets objectius, hi havia dubtes sobre el que realment es podia incloure. La majoria dels detalls burocràtics, per exemple, van ser trets, ja que es considerava que "era massa informació i l'audiència s'hi hauria avorrit." Un altre tema que preocupava era el tractament de la violència a la cinta. Kondracki, al final, va decidir retratar clarament el tracte inhumà que van rebre les noies i ho va descriure com representacions fidels i cuidades del que realment havia passat. Això va incloure una escena molt gràfica on Raya és violada amb un tub després d'haver-se escapat i haver estat atrapada de nou. Tanmateix, Weisz pensa que la realitat havia estat atenuada, ja que "A la vida real hi havia noies prostituint-se amb només 8 anys." Kondracki va confirmar que havia suavitzat les escenes violentes per la por que li feia que als espectadors no els agradés.

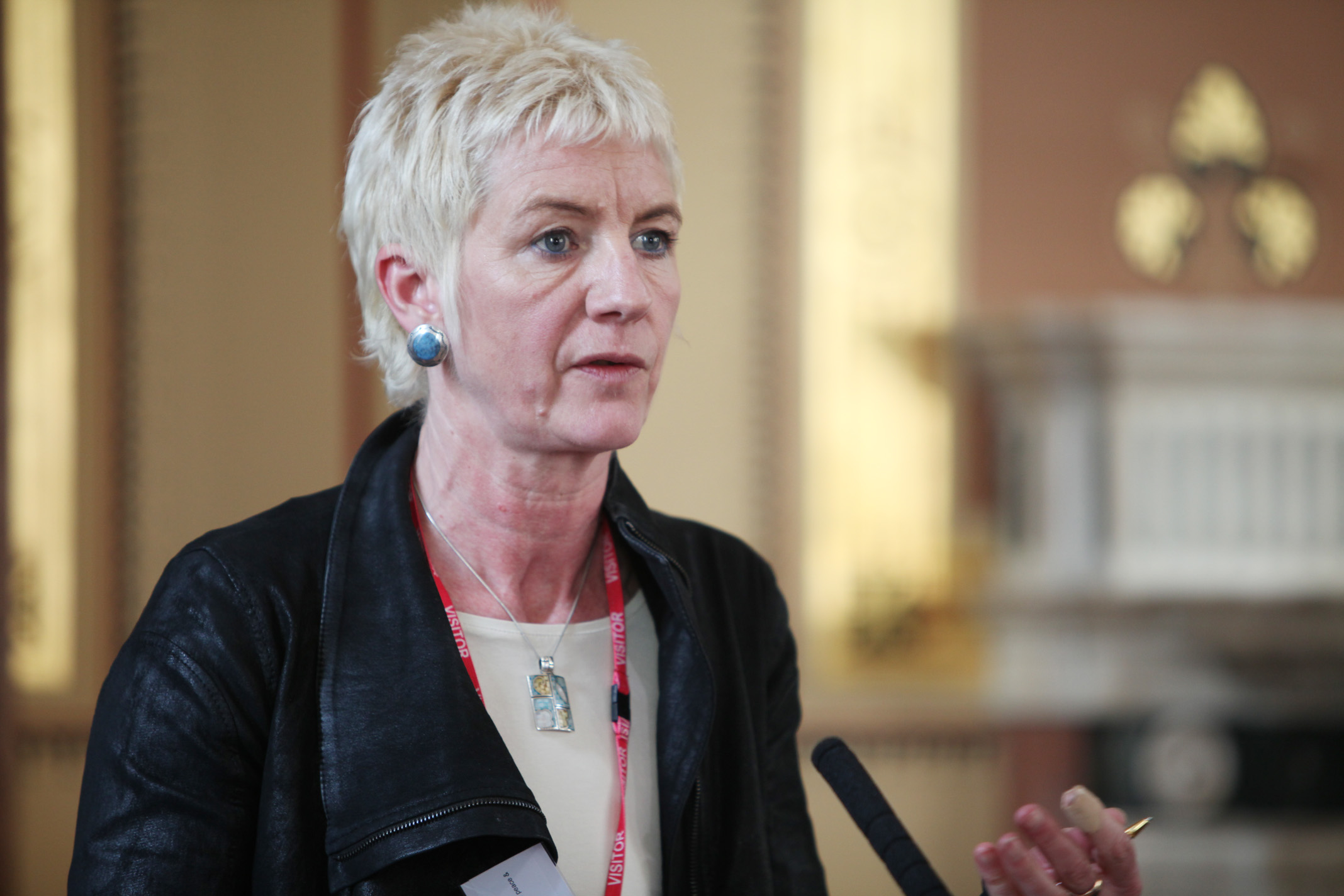
Madeleine Rees va testificar que els empleats de DynCorp (Democra Security al film) havien participat en el tràfic de dones a Bòsnia.

Kondracki reconeix que el principal objectiu de La veritat oculta era "informar i denunciar" el tràfic de persones. "Ningú pressiona els governs per parar-ho encara que els casos són incomptables. Això és simple mandra."

### Rodatge
La veritat oculta és una coproducció alemanyocanadenca (Kondracki és canadenca). Rachel Weisz va llegir per primer cop el guió dos anys abans de firmar el contracte per ser-ne la protagonista, quan el seu productor Amy Kaufman li va enviar. Tanmateix, embarassada en aquell moment va haver de rebutjar el paper. Malgrat tot, Weisz reconeix que la història l'havia captivat i poc temps després va tornar a contactar amb Kaufman per saber si el projecte encara tirava endavant. Va signar i el rodatge va començar l'octubre de 2009.

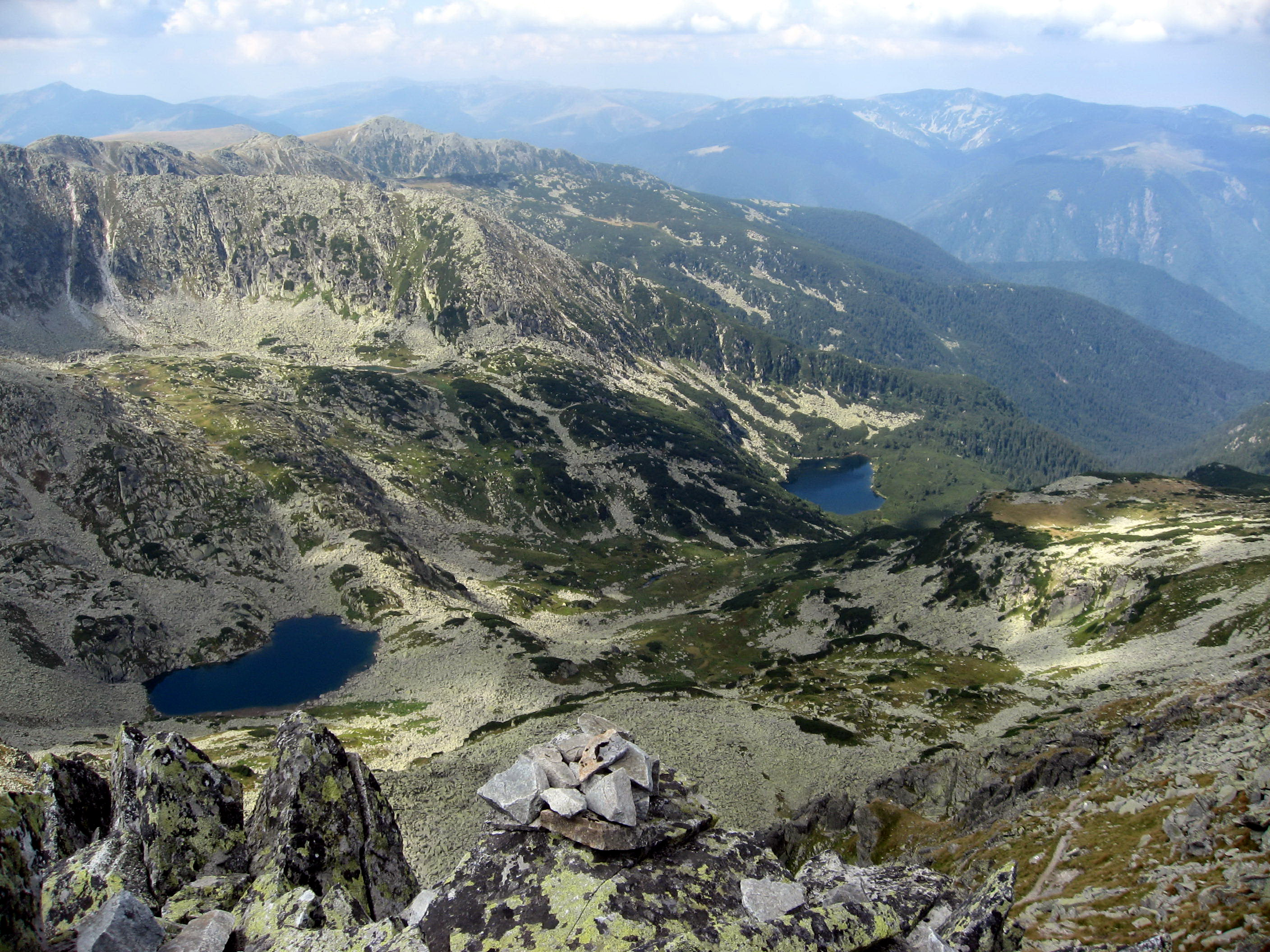
Els Carpats de Romania van servir per representar gran part del paisatge bosni de la pel·lícula.

Bolkovac va visitar el lloc de rodatge a Bucarest (Romania) on la majoria de les escenes de la pel·lícula es van filmar; Rachel Weisz va intentar passar cada moment que va poder amb ella per tal de donar-ne un retrat acurat. Weisz i Bolkovac són bastant diferents físicament: la primera és morena i prima, en canvi, la segona és "rossa i més voluptuosa" i "més alta". Per això, l'actriu es va centrar a imitar més l'accent i determinació de Bolkovac. Bolkovac en va dir, "Rachel és una actriu extremadament intel·ligent i amb molt de talent. Però, el més important és que té un comportament humà molt amable i atent. Era genuïna quan volia interpretar-me amb tota la compassió i empatia amb la situació com fos possible. Rachel va ser l'elecció perfecta pel paper i estic molt contenta que volgués explicar aquesta història i treballar en el projecte."
El rodatge va durar sis setmanes, un temps força curt per ser un thriller; segons la Rachel Weisz, la majoria hi estan tres mesos. Els productors van utilitzar càmeres de mà i tenien un pressupost més baix del que sol ser normal en aquest tipus de pel·lícules. Kondracki va comentar que rodar a Europa de l'est va ser crucial perquè "en una història com aquesta, on tot es basa més en el que no es veu, és necessari crear un món nou". Els Carpats de Romania van substituir el Sarajevo afectat per la guerra de finals dels anys 90. Les escenes ambientades als edificis de les Nacions Unides es van filmar a Toronto. La majoria de les escenes exterior es van rodar de nit; les escenes diürnes solen aparèixer ombrívoles, grisoses i ennuvolades. Això, afegit a una textura rogosa, va ajudar a donar a la pel·lícula una sensació de documental.
Estava tan interessada en qui era com a persona. No només per assemblar-se a mi o actuar com jo, sinó també per estar segura que el meu personatge es mostrava tal com era i per estar segura que deia i feia les coses com jo hauria volgut que haguessin estat fetes. Sé que hi han hagut moltes adaptacions de la realitat a la pel·lícula. Però, en general, crec que fa un treball excel·lent a l'hora d'interpretar-me. 
Rachel Weisz es va haver de separar emocionalment de les brutalitats de la pel·lícula. "És una cosa que aprens," va dir. "És veritat entre 'acció' i 'talleu,' i després de 'talleu' ja no és més veritat." Bolkovac va estar d'acord amb els sentiments de l'actriu, afegint que distanciar-se emocionalment és necessari quan es treballa amb la policia. Tanmateix, els productors volien que l'audiència s'emocionés amb les escenes que mostraven la violència amb què es tracta les dones forçades a prostituir-se. Per això, es va introduir el personatge de la Raya que va servir per donar cara humana a les víctimes. Tot i així, una gran part de l'escena sobre la seva violació es va haver de tallar després que un espectador es desmaiés durant la seva estrena a Toronto.

## Temes

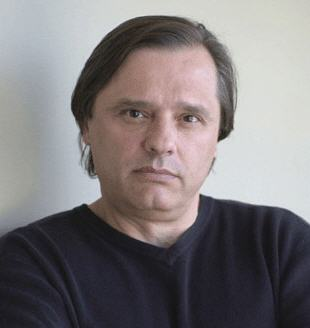
El llibre de Victor Malarek The Natashas va inspirar a Kondracki a l'hora de fer la pel·lícula.

La veritat oculta se centra en l'esclavatge sexual, el tràfic de persones i la corrupció. Kondracki volia que el seu primer projecte tractés el tràfic sexual, però no estava segura de com crear una història emotiva i original. La seva mare havia nascut a Ucraïna i coneixia el que ella descrivia com "l'epidèmia" nacional del tràfic de persones. El llibre de Victor Malarek, The Natashas, va ser el que la va inspirar per produir una pel·lícula sobre aquest tema; Tanmateix, "ningú vol veure una pel·lícula de dues hores sobre una noia esclavitzada i violada." La història de Bolkovac va ser el que li va donar un quadre més centrat de la pel·lícula, ampliant-ho amb temes com la corrupció i els encobriments a gran escala. El crític cinematogràfic Rex Reed va comentar que el tema de l'abús de poder era prioritari a la pel·lícula La veritat oculta, ja que un important nombre d'oficials governamentals havien participat en el tràfic sexual o, simplement, no ho havien denunciat (incloent pacificadors, membres de les Nacions Unides i mercenaris). Wallace Baine del Santa Cruz Sentinel va escriure que aquests detalls de la situació feien la història "amena i real", i que "hi ha monstres molt clars i vívids en la pel·lícula, però també hi ha aquells que viuen en un entremig, gent agradable que tolera els crims malgrat la seva barbàrie." La justícia, un altre tema destacat de la cinta, no es materialitza fins al final. Raya és assassinada i cap dels pacificadors que va participar en el tràfic de persones és detingut (encara que molts es van enviar a casa). Segons en Baine, l'audiència caba amb la impressió que "la pitjor violació que hi ha en tota la història de Bolkovac és la violació feta a la justícia".
Bolkovac és imperfecta, una persona "noble" però sola. A la pel·lícula (que s'emmiralla en la vida real), la seva vida personal és inestable: ha perdut la custòdia de la seva filla en mans del seu exmarit i se'n va a Bòsnia per guanyar diners i poder anar a viure prop seu. Mentre està allà, té una aventura amb un company de la Missió. Kondracki vol crear una protagonista normal, que actua contra la injustícia mentre els seus companys miren cap a un altre costat. Els seus defectes queden compensats per la seva determinació en lluitar contra el tràfic sexual, i els crítics troben aquest aspecte fonamental a l'hora de convertir-la en un personatge tridimensional.
Weisz va comparar la història de Bolkovac "d'una dona sola que lluita contra la injustícia" amb aquella de David i Goliat, un tipus de pel·lícules que l'atrau. A la cinta, igual que a la vida real, Bolkovac comença investigant el cas d'una noia segrestada. A mesura que el cas es desvetlla, descobreix una àmplia xarxa de corrupció i es troba amb nombrosos obstacles. El tràfic sexual és controlat per una gran i influent organització; quan intenta informar a oficials locals i de les Nacions Unides sobre el que ha descobert, rep amenaces i és "rebutjada pels companys de feina i boicotejada pels seus superiors". Rachel Weisz va explicar que li havia agradat la idea d'una persona ordinària fent coses extraordinàries. "M'encanta," va dir. "M'encanten aquest tipus de thrillers, d'una persona normal que, degut al seu caràcter, el seu caràcter l'acaba definint. Com a actriu, això és un regal."

## Premis i nominacions
| Any  | Premi                                    | Categoria                                             | Receptor          | Resultat  | Font   |
| ---- | ---------------------------------------- | ----------------------------------------------------- | ----------------- | --------- | ------ |
| 2010 | Whistler Film Festival                   | Premi del Públic – Millor pel·lícula                  | La veritat oculta | Guanyador | [ 22 ] |
| 2010 | Whistler Film Festival                   | Premi Phillip Borsos – Millor pel·lícula              | La veritat oculta | Guanyador | [ 23 ] |
| 2011 | Palm Springs International Film Festival | Premi del Públic – Millor pel·lícula                  | La veritat oculta | Guanyador | [ 24 ] |
| 2011 | Premis del Cinema per la Pau             | Premi del Cinema per la Pau – Justícia i Drets Humans | Larysa Kondracki  | Nominat   | [ 23 ] |
| 2011 | Seattle International Film Festival      | Millor Director                                       | Larysa Kondracki  | Guanyador | [ 25 ] |
| 2011 | Seattle International Film Festival      | Millor pel·lícula                                     | La veritat oculta | Nominat   | [ 22 ] |
| 2012 | Premis Genie                             | Millor pel·lícula                                     | La veritat oculta | Nominat   | [ 26 ] |
| 2012 | Premis Genie                             | Millor actriu                                         | Rachel Weisz      | Nominat   | [ 27 ] |
| 2012 | Premis Genie                             | Millor actriu secundària                              | Roxana Condurache | Nominat   | [ 26 ] |
| 2012 | Vancouver Film Critics Circle            | Millor actriu en una pel·lícula canadenca             | Rachel Weisz      | Nominat   | [ 28 ] |